# Ариф (ислам)
Ари́ф (араб. عارف‎‎), в суфизме — человек, обладающий практическим знанием; тот, кому даровано знание; лицо в суфийской иерархии. Первоначально термин ариф относился к некоторым военным или гражданских чиновникам.

## Армия
В периоды Мединских халифов и Омейядов арифы собирали налоги с племён и передавали их в мусаддик, который был назначен халифом. По сообщению Сайфа ибн Умара, после битвы при Кадисийи куфийские войска были разделены на многочисленные блоки (ирафа), над каждой из которых стоял ариф.
В период правления Омейядов так называли казначея в армии (соответствует византийскому optio). Он был ответственным за распределение «помощи» среди членов ирафы, для чего он должен был вести реестр (диван) получателей и их семей. Он также отвечал за безопасность внутри собственной ирафы, и, вероятно, также имели другие обязанности, например, разрешение споров среди членов ирафы.
Во времена халифа ар-Рашида у арифа было от десяти до пятнадцати воинов, в то время как в Испании, во времена аль-Хакама, он упоминается в качестве командира сотни всадников.
В первые два века хиджры, в гражданской сфере ариф был ответственен за интересы детей-сирот и незаконнорождённых детей. С XII века арифы упоминаются в качестве помощников к мухтасибов.

## Суфизм
В суфизме арифы являются знатоками духовного пути и обладают внеопытным знанием. По причине того, что от ошибок и грехов свободны только посланники Аллаха, суфии признают, что арифы тоже могут ошибаться. По мнению суфиев, ошибка арифа на духовном пути подобна ошибке муджтахида в процессе иджтихада.